# Torlesse-Inseln
Die Torlesse-Inseln sind eine unbewohnte Inselgruppe in der Salomonensee. Politisch gehören sie zur Provinz Milne Bay im südöstlichen Bereich von Papua-Neuguinea. Sie befinden sich 13 km von Misima und 5 km westlich der Deboyne-Inseln. Die aggregierte Landfläche der sieben Inseln beträgt 2,08 km².

## Tabelle der Inseln
| Inselname                    | Koordinaten           | Fläche km² |
| ---------------------------- | --------------------- | ---------- |
| Pananiu                      | 10° 49′ S, 152° 11′ O | 0,86       |
| Bonna Bonnawan               | 10° 48′ S, 152° 12′ O | 0,18       |
| südlichste Insel (unbenannt) | 10° 49′ S, 152° 13′ O | 0,03       |
| Insel (unbenannt)            | 10° 49′ S, 152° 13′ O | 0,01       |
| Tinolan                      | 10° 48′ S, 152° 13′ O | 0,80       |
| Insel (unbenannt)            | 10° 49′ S, 152° 13′ O | 0,05       |
| Rerihol                      | 10° 49′ S, 152° 14′ O | 0,15       |